# Crossomitrium
Crossomitrium là một chi rêu trong họ Pilotrichaceae.